# Пролез
Про́лез (болг. Пролез) — село в Добрицькій області Болгарії. Входить до складу общини Шабла.

## Населення
За даними перепису населення 2011 року у селі проживали 32 особи, з них 31 особа (96,9%) — болгари.
Розподіл населення за віком у 2011 році:
Динаміка населення: